# Zapotitlán Lagunas
Zapotitlán Lagunas är en kommun i Mexiko.   Den ligger i delstaten Oaxaca, i den sydöstra delen av landet, 200 km söder om huvudstaden Mexico City.
Följande samhällen finns i Zapotitlán Lagunas:
- Santa Cruz Vista Hermosa
- San José el Huamúchil
- Tlalotepec Lagunas